# Hollywood (canção de Marina and the Diamonds)
"Hollywood" é uma canção da artista musical galesa Marina and the Diamonds contida em seu álbum de estréia The Family Jewels (2010). A faixa foi composta por Diamandis sendo produzida por Richard "Biff" Stannard e Starsmith. Foi lançada como segundo single do disco.

## Faixas e formatos
| Extended play (EP) digital do Reino Unido |                                       |         |  |
| N.º                                       | Título                                | Duração |  |
| 1.                                        | "Hollywood"                           | 3:23    |  |
| 2.                                        | "Hollywood" (Gonzales Remix)          | 3:43    |  |
| 3.                                        | "Hollywood" (Fenech-Soler Remix)      | 5:43    |  |
| 4.                                        | "Hollywood" (Monarchy 'Gliese Remix') | 7:24    |  |
| 5.                                        | "Hollywood" (acústico)                | 3:38    |  |

## Desempenho nas tabelas musicais

### Posições
| Tabela musical (2010)                      | Melhor posição |
| ------------------------------------------ | -------------- |
| Alemanha - Media Control Charts            | 15             |
| Áustria - Ö3 Austria Top 40                | 17             |
| Dinamarca - Tracklisten                    | 10             |
| Eslováquia - IFPI Slovenská Republika      | 68             |
| Irlanda - Irish Recorded Music Association | 21             |
| Reino Unido - UK Singles Chart             | 12             |

### Tabelas de fim-de-ano
| Tabela musical (2010)          | Posição |
| ------------------------------ | ------- |
| Reino Unido - UK Singles Chart | 135     |